# Combat de Villodrigo
Guerre d'indépendance espagnole
Batailles
- Olivença (01-1811)
- Gebora (02-1811)
- Campo Maior (03-1811)
- 1re Badajoz (04-1811)
- Fuentes de Oñoro (05-1811)
- Albuera (05-1811)
- Usagre (05-1811)
- Cogorderos (06-1811)
- Carpio (09-1811)
- El Bodón (09-1811)
- Aldeia da Ponte (09-1811)
- Arroyomolinos (10-1811)
- Tarifa (12-1811)
- Navas de Membrillo
- Almagro (01-1812)
- 2e Ciudad Rodrigo (01-1812)
- 2e Badajoz (03-1812)
- Villagarcia (04-1812)
- Almaraz (05-1812)
- Maguilla (06-1812)
- Arapiles (07-1812)
- García Hernández (07-1812)
- Majadahonda (08-1812)
- Retiro (08-1812)
- Madrid (08-1812)
- Burgos (09-1812)
- Villodrigo (10-1812)
- Tordesillas (10-1812)
- Alba de Tormes (11-1812) (es)
- San Muñoz (11-1812)

Le combat de Villodrigo a pris place le 23 octobre 1812 à Villodrigo dans le cadre de la campagne d'Espagne. Il a opposé la légion de gendarmerie impériale de Burgos, les lanciers de Berg et le 15e régiment de chasseurs à cheval à deux corps de dragons anglais qui furent battus.
Le nom de cette bataille figure sur le drapeau de la Gendarmerie nationale française.

## Forces en présence

### Ordre de bataille français
Avant-garde des armées françaises d'Espagne et de Portugal : général de division Joseph Souham, commandant en chef — 32 escadrons, 4 511 hommes :
- 2e brigade de la division Jean-Baptiste Théodore Curto, armée du Portugal — 7 escadrons, 1 063 hommes :
  - 13e régiment de chasseurs à cheval, colonel Shee — 4 escadrons, 686 hommes ;
  - 14e régiment de chasseurs à cheval, colonel Lemoyne — 3 escadrons, 377 hommes ;
- brigade : colonel Eugène Antoine François Merlin, armée du Nord — 6 escadrons, 756 hommes :
  - 1er régiment de hussards, colonel Eugène Antoine François Merlin — 3 escadrons, 413 hommes ;
  - 31e régiment de chasseurs à cheval, colonel Desmichels — 3 escadrons, 343 hommes ;
- brigade : colonel Jean-Alexis Béteille, armée du Nord — 11 escadrons, 1 261 hommes :
  - Chevau-légers lanciers de Berg, chef d'escadron de Toll — 2 escadrons, 226 hommes ;
  - 15e régiment de chasseurs à cheval, colonel Faverot — 3 escadrons, 534 hommes ;
  - 1re légion de gendarmerie d'Espagne, colonel Jean-Alexis Béteille — 6 escadrons, 501 hommes ;
- division : général de brigade Pierre François Xavier Boyer, armée du Portugal — 8 escadrons, 1 431 hommes :
  - 6e régiment de dragons, colonel Picquet — 2 escadrons, 344 hommes ;
  - 11e régiment de dragons, colonel Thévenet d'Aoust — 2 escadrons, 406 hommes ;
  - 15e régiment de dragons, colonel Boudinhon — 2 escadrons, 298 hommes ;
  - 25e régiment de dragons, colonel Leclerc — 2 escadrons, 383 hommes[1].

### Ordre de bataille britannique

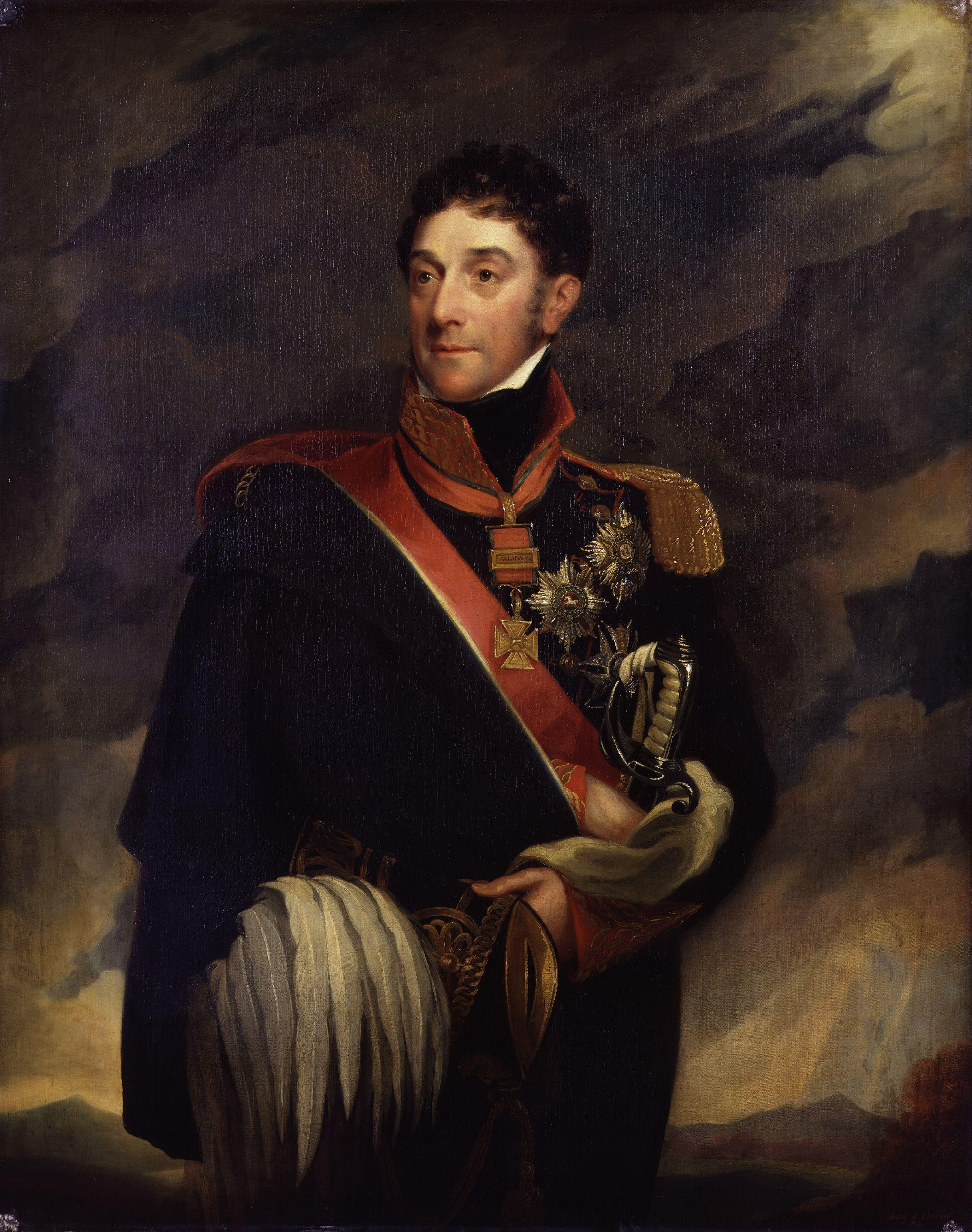
Le lieutenant-général Stapleton Cotton. Portrait par Mary Martha Pearson, National Gallery, Londres.

Arrière-garde des armées alliées : lieutenant-général Stapleton Cotton, commandant en chef — 10 escadrons + 2 bataillons + 6 canons, 2 300 hommes :
- brigade : major-général George Anson — 6 escadrons, 800 hommes :
  - 11th Light Dragoons Regiment — 2 escadrons, 300 hommes ;
  - 12th Light Dragoons Regiment — 2 escadrons, 280 hommes ;
  - 16th Light Dragoons Regiment, lieutenant-colonel Pelly  — 2 escadrons, 220 hommes ;
- brigade : major-général George von Bock — 4 escadrons, 500 hommes :
  - 1st Heavy Dragoons Regiment de la King's German Legion — 2 escadrons, 240 hommes ;
  - 2nd Heavy Dragoons Regiment de la KGL — 2 escadrons, 260 hommes ;
- brigade d'infanterie : colonel Colin Halkett — 2 bataillons, 1 000 hommes :
  - 1st Light Battalion de la KGL — 1 bataillon, 500 hommes ;
  - 2nd Light Battalion de la KGL — 1 bataillon, 500 hommes ;
- artillerie attachée : major Downman — 6 canons :
  - détachement « Taureau » de la Royal Horse Artillery, capitaine Ramsay — 6 canons de 6 livres[1].

## Déroulement de la bataille
Le 23 octobre 1812, la cavalerie française, sous les ordres du colonel Béteille, de la gendarmerie, rencontre non loin de la ville de Villodrigo l'arrière-garde anglaise du corps du général Wellington composée de dragons. Le colonel Béteille, qui dispose de la légion de gendarmerie de Burgos, d'un escadron des lanciers de Berg ainsi que du 15e régiment de chasseurs à cheval, ordonne l'attaque contre les neuf escadrons britanniques,.
Les lanciers de Berg s'élancent les premiers et culbutent un premier rang de dragons. Mais ils menacent d'être ramenés par les autres escadrons ennemis supérieurs en nombre. Béteille s'élance alors en tête de la gendarmerie à cheval et des chasseurs et, au terme d'un furieux combat, met en déroute la cavalerie britannique, lui mettant hors de combat 250 dragons et en lui capturant 85 autres, parmi lesquels cinq officiers. Les Français perdent de leur côté 7 tués et 134 blessés, parmi lesquels le colonel Béteille, grièvement blessé par douze coups de sabre.